# Stazione di Diamante-Buonvicino
La stazione di Diamante-Buonvicino è una stazione ferroviaria posta sulla linea Battipaglia-Reggio Calabria. Serve i centri abitati di Diamante e di Buonvicino.

## Storia
La stazione, in origine denominata semplicemente "Diamante", entrò in servizio il 31 luglio 1895, come parte del tronco ferroviario da Praia d'Ajeta a Sant'Eufemia Marina.

## Movimento

### Trasporto nazionale
La stazione è servita, nel periodo estivo, da treni InterCity che collegano lo scalo con Salerno, Napoli, Roma, Milano, Paola, Lamezia Terme, Villa San Giovanni e Reggio Calabria.
I treni InterCity vengono effettuati con locomotive E.401, E.402B, E.403, con carrozze UIC-Z + semipilota di seconda classe e Gran Confort di prima classe.

### Trasporto regionale
La stazione è servita da treni Regionali che collegano Diamante-Buonvicino con:
- Paola
- Cosenza
- Napoli Centrale
- Sapri
- Salerno

I treni del trasporto regionale vengono effettuati con E.464 con carrozze UIC-X restaurate + carrozze semipilota, MDVC, MDVE + carrozze semipilota, miste di prima e seconda classe. Inoltre vengono utilizzati i treni Minuetto ALe 501/502.